# Rudolph (Wisconsin)
Rudolph è un comune degli Stati Uniti d'America, situato in Wisconsin, nella contea di Wood.